# Delon Wright
Delon Reginald Wright (Los Ángeles, California, 26 de abril de 1992) es un baloncestista estadounidense que pertenece a la plantilla de los New York Knicks de la NBA. Con 1,96 metros de estatura, juega en las posiciones de base y escolta. Es hermano del también baloncestista profesional Dorell Wright.

## Trayectoria deportiva

### Universidad

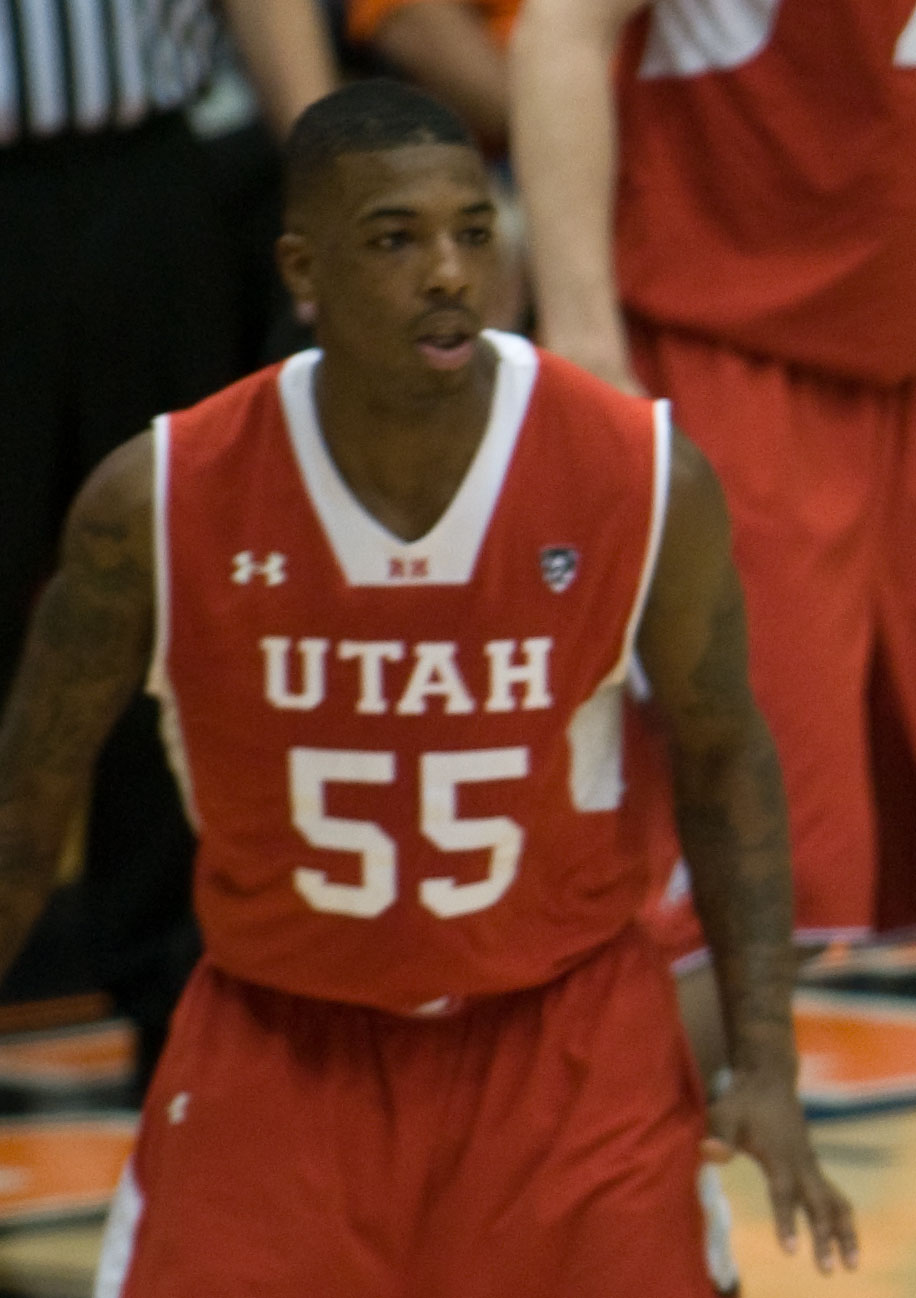
Delon Wright con Utah Utes en 2015.

Grant jugó dos temporadas para la City College of San Francisco. Luego jugó dos temporadas con los Utes de la Universidad de Utah.

#### Estadísticas
| Año     | Equipo | PJ | PT | MPP  | %TC  | %3P  | %TL  | RPP | APP | ROB | TPP | PPP  |
| ------- | ------ | -- | -- | ---- | ---- | ---- | ---- | --- | --- | --- | --- | ---- |
| 2013–14 | Utah   | 33 | 33 | 36.4 | .561 | .222 | .793 | 6.8 | 5.3 | 2.5 | 1.3 | 15.5 |
| 2014–15 | Utah   | 35 | 35 | 33.3 | .509 | .356 | .836 | 4.9 | 5.1 | 2.1 | 1.0 | 14.5 |
| Total   | Total  | 68 | 68 | 34.8 | .535 | .299 | .814 | 5.8 | 5.2 | 2.3 | 1.1 | 15.0 |

### Profesional

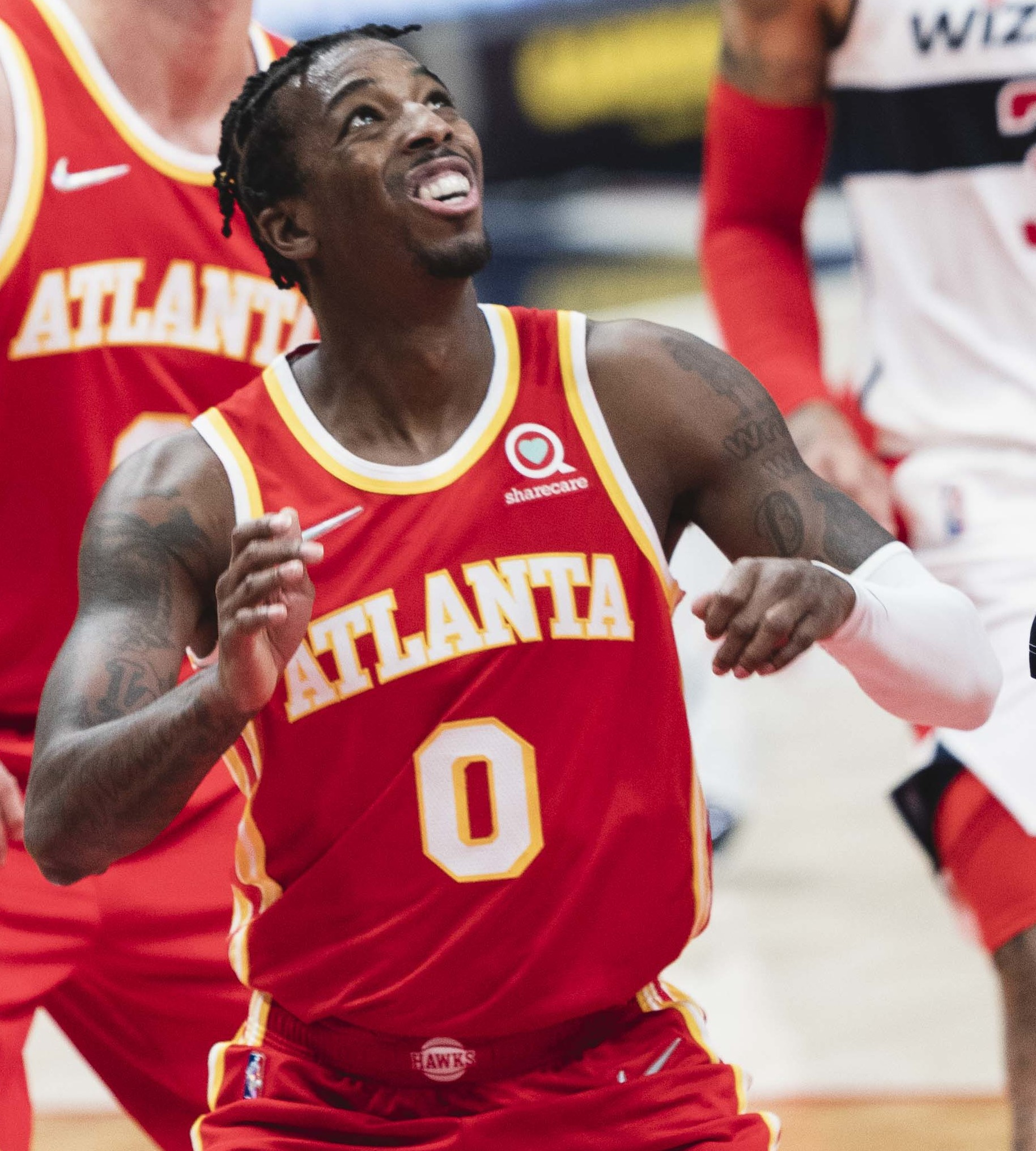
Delon Wright con Atlanta Hawks en 2021.

El 25 de junio de 2015, fue seleccionado en la posición número 20 del Draft de la NBA de 2015 por los Toronto Raptors. El 3 de julio de 2015, firmó su primer contrato profesional con los Raptors.
Tras cuatro temporadas en Toronto, el 7 de febrero de 2019, Wright fue traspasado junto a Jonas Valančiūnas, C.J. Miles y una segunda ronda del draft de 2024 a los Memphis Grizzlies a cambio de Marc Gasol.
El 7 de julio de 2019, es traspasado a Dallas Mavericks.
El 27 de noviembre de 2020 es traspasado a Detroit Pistons en un acuerdo a tres bandas en el que también se vieron implicados los Oklahoma City Thunder.
Tras unos meses en Detroit, el 25 de marzo de 2021, es traspasado a Sacramento Kings a cambio de Cory Joseph.
El 30 de julio de 2021 fue traspasado a los Hawks en un acuerdo entre tres equipos enviando a Tristan Thompson a los Kings y a Kris Dunn a los Celtics.
El 1 de julio de 2022 firma como agente libre un contrato por dos años y $16 millones con Washington Wizards.
El 16 de febrero de 2024 es cortado por los Wizards, y dos días después firma con Miami Heat.
El 1 de julio de 2024, firma por una temporada con Milwaukee Bucks. El 5 de febrero de 2025 es traspasado a New York Knicks, a cambio de Jericho Sims.

## Estadísticas de su carrera en la NBA

### Temporada regular
| Año     | Equipo     | PJ  | PT | MPP  | %TC  | %3P  | %TL  | RPP | APP | ROB | TPP | PPP  |
| ------- | ---------- | --- | -- | ---- | ---- | ---- | ---- | --- | --- | --- | --- | ---- |
| 2015-16 | Toronto    | 27  | 1  | 8.5  | .450 | .385 | .743 | 1.4 | 1.1 | .3  | .1  | 3.8  |
| 2016-17 | Toronto    | 27  | 0  | 16.5 | .422 | .333 | .764 | 1.8 | 2.1 | 1.0 | .4  | 5.6  |
| 2017-18 | Toronto    | 69  | 4  | 20.8 | .465 | .366 | .829 | 2.9 | 2.9 | 1.0 | .5  | 8.0  |
| 2018-19 | Toronto    | 49  | 2  | 18.3 | .433 | .333 | .869 | 2.6 | 2.2 | .9  | .3  | 6.9  |
| 2018-19 | Memphis    | 26  | 11 | 30.8 | .434 | .256 | .742 | 5.4 | 5.3 | 1.6 | .6  | 12.2 |
| 2019-20 | Dallas     | 73  | 5  | 21.5 | .462 | .370 | .770 | 3.8 | 3.3 | 1.2 | .3  | 6.9  |
| 2020-21 | Detroit    | 36  | 31 | 29.2 | .464 | .348 | .789 | 4.6 | 5.0 | 1.6 | .5  | 10.4 |
| 2020-21 | Sacramento | 27  | 8  | 25.8 | .462 | .398 | .833 | 3.9 | 3.6 | 1.6 | .4  | 10.0 |
| 2021-22 | Atlanta    | 77  | 8  | 18.9 | .454 | .379 | .857 | 2.9 | 2.4 | 1.2 | .2  | 4.4  |
| 2022-23 | Washington | 50  | 14 | 24.4 | .474 | .345 | .867 | 3.6 | 3.9 | 1.8 | .3  | 7.4  |
| 2023-24 | Washington | 33  | 0  | 13.8 | .393 | .368 | .828 | 1.8 | 2.5 | 1.1 | .2  | 4.1  |
| 2023-24 | Miami      | 14  | 1  | 20.4 | .394 | .367 | .813 | 1.9 | 2.6 | 1.4 | .2  | 5.4  |
| 2024-25 | Milwaukee  | 26  | 2  | 15.6 | .268 | .245 | .563 | 1.8 | 1.8 | .9  | .3  | 2.5  |
| 2024-25 | New York   | 14  | 5  | 16.4 | .469 | .333 | .667 | 1.4 | 2.1 | .9  | .2  | 4.3  |
| Total   | Total      | 548 | 92 | 20.4 | .447 | .348 | .799 | 3.0 | 3.0 | 1.2 | .3  | 6.7  |

### Playoffs
| Año   | Equipo   | PJ | PT | MPP  | %TC  | %3P  | %TL   | RPP | APP | ROB | TPP | PPP |
| ----- | -------- | -- | -- | ---- | ---- | ---- | ----- | --- | --- | --- | --- | --- |
| 2016  | Toronto  | 9  | 0  | 4.6  | .300 | .000 | .615  | .4  | .3  | .3  | .0  | 1.6 |
| 2017  | Toronto  | 9  | 0  | 10.2 | .529 | .333 | .714  | 1.4 | 1.4 | .4  | .1  | 2.8 |
| 2018  | Toronto  | 10 | 0  | 21.5 | .456 | .429 | .938  | 2.2 | 2.3 | 1.5 | .9  | 8.6 |
| 2020  | Dallas   | 4  | 0  | 13.3 | .600 | .500 | .600  | .8  | 1.8 | 1.3 | .0  | 4.0 |
| 2022  | Atlanta  | 5  | 0  | 27.4 | .517 | .385 | .667  | 4.8 | 2.8 | .8  | .2  | 8.2 |
| 2024  | Miami    | 4  | 1  | 26.8 | .600 | .600 | 1.000 | 3.0 | 1.8 | 1.0 | .3  | 8.0 |
| 2025  | New York | 6  | 0  | 8.0  | .222 | .167 | 1.000 | .3  | .8  | .5  | .2  | 1.2 |
| Total | Total    | 47 | 1  | 14.7 | .479 | .407 | .759  | 1.7 | 1.5 | .8  | .3  | 4.7 |